# Pericolosa
Pericolosa è un singolo del cantautore italiano Mr.Rain, pubblicato il 22 novembre 2024.

## Descrizione
Il brano, scritto dallo stesso cantautore con Chris Zadley e Lorenzo Vizzini, è prodotto dallo stesso Mr. Rain con Alessio Buongiorno e Domenico Cambareri.

## Promozione
Il brano è presentato in anteprima dallo stesso cantautore nei giorni precedenti all'uscita nel corso della tournée Mr. Rain Tour 2024.

## Video musicale
Il video musicale, diretto da Alex Koci, è stato pubblicato in concomitanza all'uscita del brano attraverso il canale YouTube del cantautore.

## Tracce
Testi e musiche di Mattia Balardi, Chris Zadley e Lorenzo Vizzini.
1. Pericolosa – 2:40

## Formazione
- Mr. Rain – voce
- Alessio Buongiorno – programmazione, produzione
- Domenico Cambareri – programmazione, produzione